# Comandante Lira
O Comandante Lira (Commandante Lyra) foi o oitavo navio mercante brasileiro atacado pelas forças do Eixo durante a Segunda Guerra Mundial e o sétimo navio atacado desde o início do ano de 1942. Foi o primeiro ataque efetuado ao largo do litoral brasileiro, o qual se deu a 18 de maio daquele ano, pelo submarino italiano Barbarigo, a cerca de 200 milhas náuticas da costa do Rio Grande do Norte, a noroeste do arquipélago de Fernando de Noronha.
Comandado pelo Capitão-de-Longo-Curso Severino Sotero de Oliveira, o navio, devido a certas peculiaridades de sua construção, não foi a pique, apesar de o ataque ter causado a morte de dois tripulantes. Esse evento marcou um ponto de inflexão na guerra – sob o ponto de vista brasileiro -, na medida em que, após o ataque, forças brasileiras e norte-americanas foram à caça do submarino agressor, bombardeando-o com um avião B-25 Mitchell, embora sem obter sucesso em afundá-lo.
Não obstante a neutralidade brasileira em relação à guerra, as circunstâncias do evento e seus desdobramentos imediatos levaram, de facto, o Brasil à guerra contra as potências do Eixo. Até então, o país tinha se mostrado passivo em relação aos afundamentos de seus navios mercantes, embora os ataques anteriores tivessem ocorrido longe do País.
De qualquer sorte, o ataque ao Comandante Lira e a subsequente perseguição ao agressor, fato este amplamente divulgado pelo Governo Brasileiro, é considerado como a primeira ação de guerra da então recém criada Força Aérea Brasileira.

## O navio
O vapor, da classe Hog Islander, fora completado a 30 de agosto de 1919, nos estaleiros da American Shipbuilding Shipping Corporation, na Filadélfia, sob o nome de Liberty Land, operado pela Mooremack Gulf Lines, de Nova York. Fora renomeado por duas vezes - Excellency (em 1928) e Southland (em 1936) -, até ser adquirido, juntamente com outros navios da mesma classe, pelo Lloyd Brasileiro, em 1940, sendo finalmente rebatizado de Comandante Lira (Commandante Lyra, pela grafia original da época).
Recuperado após o ataque, o navio serviu em outras missões e sobreviveu à guerra, sendo desativado no fim dos anos 50. Já abandonado e sucateado, pegou fogo no porto de Laguna, Santa Catarina, em 21 de março de 1959.

## O ataque
Ao anoitecer do dia 18 de maio de 1942, por volta das 18h50, o navio, que havia zarpado no dia anterior do porto de Recife e carregado com 79 400 sacas de café, singrava as águas do Atlântico com destino a Nova Orleans, quando, a cerca de 180 milhas náuticas do arquipélago de Fernando de Noronha, o capitão percebeu que estava sendo seguido por um submarino.
O navio começou, então, a navegar em zigue-zague a fim de despistá-lo. O submarino agressor era o italiano Barbarigo, da Classe Marcello, comandado pelo capitão Enzo Grossi, nascido no Brasil em 20 de abril de 1908, e que após o término da guerra domiciliou-se na Argentina, onde faleceu em 11 de agosto de 1960. A manobra não surtiu efeito, e o Barbarigo disparou um torpedo que atingiu o vapor no porão nº 2, a boreste, causando duas mortes instantâneas, a do foguista José Maurício de Melo e do moço de convés Severino Silva. Devido à baixa luminosidade, os quatro militares que guarneciam um canhão de 75 mm e duas metralhadoras calibre 7 mm nada puderam fazer.
Após o primeiro impacto, o navio ainda foi alvo de mais 19 tiros de canhão de 100 mm, de disparos diversos de metralhadora de 13,2 mm, bem como de bombas incendiárias atiradas sobre o convés principal, o que acarretou um denso incêndio, deixando-o impossibilitado de navegar. Ao perceber que o naufrágio seria inevitável, seus 52 tripulantes iniciaram o procedimento de abandono da embarcação.

## Ato de heroísmo
Por ocasião do abandono do navio, o primeiro telegrafista José Henrique da Silva teve uma atuação heroica, pois, mesmo não estando no seu horário efetivo de serviço, correu à estação de rádio, conseguiu transmitir o pedido de socorro e, logo após, embarcou no seu bote salva-vidas. Isto foi realizado no lugar de seu colega, também telegrafista de serviço naquele instante, Leopoldo Zytkuewisz, que, inválido da mão esquerda, não tinha condições de salvar-se utilizando de cabos ou cordas para descida das escadas do tipo quebra-peito, sendo então lhe dada a preferência para procurar abrigo na baleeira nº 4 e salvar-se.
A atitude do telegrafista foi fundamental, uma vez que, na esperança de salvar o mercante, conseguiu que o SOS transmitido fosse captado no litoral. Correu sério risco, pois as estações radiotelegráficas eram um dos pontos mais visados pelos canhões e metralhadoras dos submarinos, justamente para evitar a emissão de qualquer pedido de socorro. No processo administrativo acerca do ataque, aberto pelo Tribunal Marítimo, o telegrafista recebeu elogios do procurador que atuava no feito:
"Estou convencido de que à bravura do radiotelegrafista José Henrique da Silva se deve o salvamento do Comandante Lira e, possivelmente, a vida de muitos de seus tripulantes".(Tribunal Marítimo, Arquivo, Rio de Janeiro, número 663).
Assim que as baleeiras caíram n’água, afastando-se rapidamente do navio, foram iluminadas por luzes de um holofote emitidas pelo submarino agressor, que a seguir, disparou sua metralhadora sem, entretanto, atingi-las. Por sorte, naquele momento, aviões que atenderam ao SOS emitido pelo telegrafista sobrevoaram o local e o submarino conseguiu evadir-se.

## O resgate
O Comandante Lira, em chamas, resistiu até a chegada de auxílio. Na manhã seguinte, o navio foi abordado por marinheiros do cruzador americano Omaha, que apagaram o fogo. Em seguida, surgiram outros navios da Marinha Americana que patrulhavam a área - os destroieres Jouett, Millwaukee, Moffett e Mac Dougal, bem como os rebocadores Thrush (americano) e o Heitor Perdigão (brasileiro).
Os dois primeiros destroieres recolheram os tripulantes de dois escaleres e um terceiro se desgarrou e foi dar em terra. Afora os dois mortos no ataque, todos os demais se salvaram.
Em decorrência do Comandante Lira ser dotado de uma excelente reserva de flutuação ao possuir duplo fundo em todo o sentido longitudinal, dois pique-tanques à proa e à ré e dois deep-tank nos porões, mesmo seriamente avariado e em chamas, teve a sua flutuabilidade mantida. Assim, os marinheiros necessários para tocar o navio foram levados de volta a bordo, e a muito custo pode ser rebocado pelo Heitor Perdigão, auxiliado pelo seu congênere americano, Thrush, até Fortaleza, onde chegou a 25 de maio. Além do navio, também foram salvos a carga de café, tambores de óleo, caixas de mica e volumes de madeira, entre outros produtos. Agradecida, a direção do Lloyd Brasileiro fez uma doação de 50 mil dólares à Navy Relief Society dos Estados Unidos.

## Suspeita de espionagem no mar
Depoimentos colhidos na época registram que, no dia anterior ao ataque, o navio cruzara em alto mar com um navio mercante argentino e outro espanhol, coincidentemente países alinhados politicamente com a Alemanha e Itália.
Essa suspeita não era de todo infundada, pois sabia-se que diversos comandantes, oficiais e membros das tripulações de navios argentinos eram declaradamente nazistas.
Nesse particular, o depoimento de um náufrago do Cairu, afundado em 8 de março, declarou que o comandante José Moreira Pequeno (falecido naquele episódio) tinha uma lista de barcos que poderiam estar envolvidos na rede de informações que revelavam o trajeto dos navios brasileiros.
Em 1943, o governo brasileiro encaminhou uma reclamação formal para que cessassem os incidentes dessa natureza, todavia, até o final da guerra, continuaram os episódios de navios mercantes argentinos enviando mensagens sobre a localização dos comboios aliados. De qualquer forma, até os dias atuais, nada ficou inequivocamente comprovado.

## Caça ao submarino
O ataque ao Comandante Lira fora o primeiro ataque perpetrado por forças inimigas já em águas territoriais brasileiras, sem que o Brasil ainda estivesse declarado guerra aos países do Eixo, embora estivesse de relações diplomáticas rompidas.
Porém, ao contrário do que vinha se sucedendo com os afundamentos de navios brasileiros ocorridos até então – quase todos ocorridos fora da bacia do Atlântico Sul – esse ataque desencadeou uma caça ao agressor, feita por uma força-tarefa brasileira e americana que, por pouco, não o afundou.
À época, depois de dois anos sofrendo perdas consideráveis, já era visível uma melhor organização por parte do comando aliado, seja com novos navios e novos equipamentos, a fim de rechaçar os ataques de submarinos, não somente na costa brasileira como também no Atlântico Norte. Além disso, o receio de que ataques se aproximassem cada vez mais do litoral brasileiro fez com que o patrulhamento da região fosse reforçado. Essa incipiente reação era importante para mostrar ao inimigo que haveria resistência.
No dia 22 de maio, por volta das 14 horas, o Barbarigo foi atacado na superfície entre o Atol das Rocas e Fernando de Noronha, por um bombardeiro B-25 Mitchell da recém-criada Força Aérea Brasileira. O avião pertencia ao Agrupamento de Aviões de Adaptação, uma unidade de treinamento que a FAB tinha organizado para receber aviões dos Estados Unidos. A tripulação do B-25 era americana e brasileira.
O comandante do avião era o capitão-aviador Affonso Celso Parreiras Horta, e o outro oficial brasileiro a bordo era o também capitão-aviador Oswaldo Pamplona Pinto. O piloto americano que os treinava era o primeiro-tenente Henry B. Schwane, da Força Aérea do Exército dos Estados Unidos da América.
O B-25 só tinha pequenas bombas de 100 libras, que dificilmente causariam grandes danos ao submarino. O Barbarigo conseguiu fugir depois do ataque. Ao invés de ficar por perto e tentar mantê-lo à tona enquanto outros aviões pudessem se dirigir ao local, o bombardeiro voltou à base, permitindo ao submarino italiano submergir. Parreiras Horta achou que o Barbarigo não estava em condições de submergir. Essa seria a primeira missão de combate da história da FAB.
Na mesma ocasião havia três outros submarinos italianos em ação no litoral do país: o Archimede, o Cappellini e o Bagnolini. O primeiro chegou a atacar a escolta do Comandante Lira e, apesar de não ter causado danos, o capitão do submarino achou que tinha afundado um cruzador pesado, sendo mais provável é que ele tenha se confundido com a detonação de uma carga de profundidade do destroier norte-americano Moffett. Dois dias depois de atacar o mercante brasileiro, o Barbarigo achou que tinha afundado um couraçado americano. Na verdade era o cruzador Milwaukee, que não foi atingido.
A ação dos aviadores já era esperada para quando a guerra submarina chegasse ao litoral brasileiro. Quando os aviadores que participaram dos ataques tinham passado por Recife a caminho da unidade de treinamento em Fortaleza, tinham conversado com o brigadeiro Eduardo Gomes, comandante da 2ª Zona Aérea. Eles perguntaram como fariam caso vissem um submarino. O brigadeiro respondeu que se fosse hostil, deveriam atacar. A definição de um submarino “hostil” era simples: qualquer um que não tivesse identificação. Como o modo de operar desses barcos é justamente a discrição, todos seriam um alvo potencial.

## Consequências
No Brasil, a notícia do revide aos submarinos do Eixo causou euforia dentre as autoridades. O Ministro da Aeronáutica Salgado Filho ficou exultante com a operação e elogiou copiosamente os aviadores envolvidos nela. O presidente Roosevelt não tardou em enviar um telegrama a Vargas parabenizando pelo ataques, bem como estimulando outras ações contra os submarinos inimigos.
Em meio à euforia, o Departamento de Imprensa e Propaganda (DIP), órgão encarregado da propaganda oficial do Governo, emitiu uma nota, fornecida pelo Ministério da Marinha, informando que um submarino do Eixo havia sido afundado pela Força Aérea Brasileira. No entanto, a notícia do afundamento não se confirmou, apesar de a nota ter ainda informado que foram avistados no mar destroços, salva-vidas, pedaços de madeira e uma enorme mancha de óleo na superfície. Em verdade, é provável que o submarino tenha se valido de uma técnica de despiste muito comum em que vestígios eram deliberadamente jogados ao mar para fazer com que os pilotos dos aviões imaginassem que ele havia sido destruído, ganhando tempo, assim, para escapar.
Deve ser salientado que, até então, o Brasil era neutro, e, sendo assim, as regras de combate só poderiam ser usadas se o inimigo atacasse primeiro. Todavia, a despeito da frágil neutralidade, já era esperado uma escalada no envolvimento do país na guerra anti-submarina. Chegou-se a um ponto de não-retorno. As autoridades brasileiras (militares e civis) tinham certeza de que a guerra era questão de muito pouco tempo. De fato, a neutralidade do país já tinha sido violada, e não havia mais dúvida acerca da hostilidade do inimigo. O depoimento do comandante Nero Moura, aviador militar brasileiro, que atuou na Itália, durante a guerra patrono da Avião de Caça do Brasil, é bem esclarecedor acerca da situação na época:
(…)"a entrada do Brasil na guerra só começou a se esboçar, realmente, quando se teve notícia dos primeiros torpedeamentos de navios brasileiros pelos alemães, em 1942. Só então compreendemos que teríamos que brigar mesmo. Já nessa época participávamos do patrulhamento no Nordeste, trabalhando com os americanos a pleno vapor na defesa da costa, com aviões cheios de bombas de profundidade, e, embora sem ordens expressas, andamos atacando submarinos que estavam nas nossa barbas, fora de águas territoriais, mas a menos de 200 milhas. Ainda não havíamos declarado guerra, mas as instruções das autoridades eram para que os pilotos, no patrulhamento das praias, ou sobre o oceano, bombardeassem os submarinos, casos fossem atacados. Houve dois ou três ataques, não sei se tiveram sucesso, mas repercutiram na imprensa, através de inúmeras entrevistas do ministro Salgado Filho sobre o assunto. Quer dizer, já havia um consentimento tácito de que podíamos atacar. Mas, como os americanos voavam conosco, às vezes a responsabilidade da ação ficava por conta deles, que estavam em guerra e podiam jogar as bombas."(…) Comandante Nero Moura, apud Elísio Gomes Filho.
Do lado alemão, a guerra contra o Brasil já era dada como certa. O comandante da Marinha Alemã Almirante Karl Donitz em suas memórias, Dez Anos e Vinte Dias, publicadas na Alemanha em 1958, revelou que, já em meados de 1942, as relações com o Brasil já estavam substancialmente deterioradas, em uma situação de quase-beligerância, como pode se observar em seu relato:
(…) "No fim de maio, o Ministro da Aeronáutica brasileiro anunciou que um avião brasileiro tinha atacado submarinos do Eixo e que continuaria a fazê-lo. Sem nenhuma declaração formal, achamo-nos assim num estado de guerra com o Brasil, e a 4 de julho os U-boats receberam permissão dos nossos líderes políticos de atacarem todos os navios brasileiros".(…).Almirante Karl Donitz
Com efeito, a Alemanha Nazi, à época, no auge do seu poderio militar, não aceitaria passivamente uma agressão de um país militar e politicamente mais fraco. Assim, com a declaração do Ministro Salgado Filho que seus aviões haviam atacado, sem declaração de guerra, submarinos do Eixo, a Marinha alemã determinou que fossem levantadas todas as restrições para ataques a navios brasileiros.
A partir de então, a guerra submarina irrompeu de vez na costa brasileira, chegando a seu ápice em agosto daquele ano, quando foram afundados seis embarcações brasileiras, bem próximo do litoral, causando a morte de mais de 600 pessoas.